# Mala Rîbîțea, Krasnopillea
Mala Rîbîțea (în ucraineană Мала Рибиця) este localitatea de reședință a comunei Mala Rîbîțea din raionul Krasnopillea, regiunea Sumî, Ucraina.

## Demografie
Componența lingvistică a localității Mala Rîbîțea
     Ucraineană (95,14%)
     Rusă (4,86%)
Conform recensământului din 2001, majoritatea populației localității Mala Rîbîțea era vorbitoare de ucraineană (95,14%), existând în minoritate și vorbitori de rusă (4,86%).